# Caffè macchiato

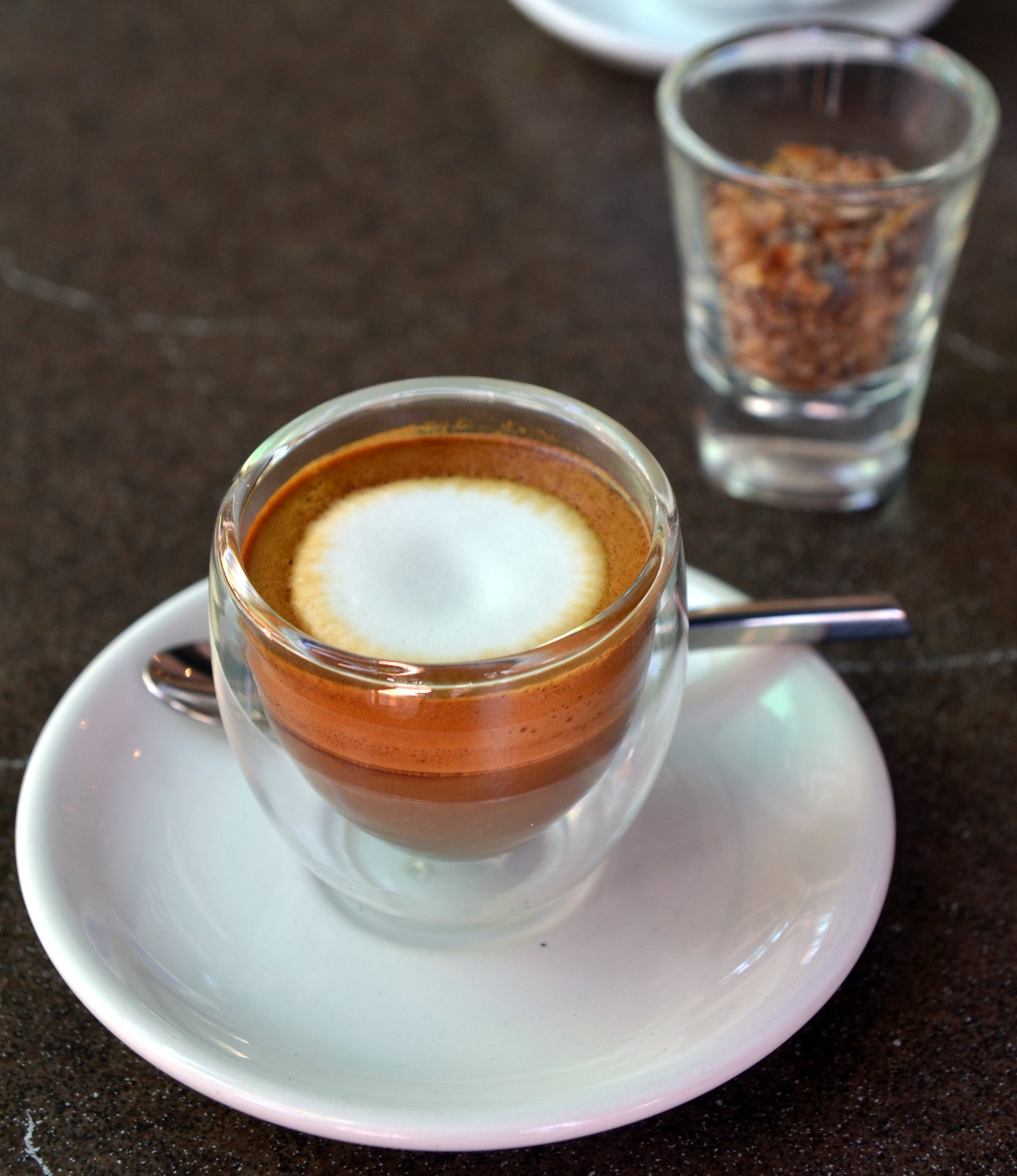
Caffè macchiato

Caffè macchiato, soms ook espresso macchiato genoemd, is een espresso met een beetje melkschuim. 
Op een espresso wordt een scheut warme melk gedaan. Vervolgens een kleine laag opgeschuimde melk als herkenning dat het geen espresso is. De kleine sterke drank met schuimkraagje wordt in een espressokopje geserveerd of dikwijls in een (liefst voorverwarmd) glas, zodat de kleur onder de schuimlaag en de dikte van de schuimlaag goed zichtbaar zijn. Hij dankt zijn naam aan het gevlekte uiterlijk: caffè macchiato betekent letterlijk "gevlekte koffie". 
Ook al zijn de ingrediënten (koffie en melk) praktisch gelijk, een macchiato smaakt volstrekt anders dan een cappuccino, namelijk voller en sterker.